# 白鹿寺
白鹿寺（はくろくじ）は、中華人民共和国湖南省益陽市赫山区にある臨済宗系の寺院。益陽市の県城の資江の南側にある。

## 歴史
白鹿寺は唐の元和年間（806年-820年）に建てられました。
清の咸豊8年（1858年）の太平天国の乱の火難で、寺は全焼した。僧侶の惟光は両江総督の陶澍助金を得て、6年を費やして寺を再建します。光緒7年（1881年）に海印が寺院に来ました。1922年に海印が入寂し、同年に僧侶の自空が住職を担当した。その後、燭冥、弘暢、願修、熹谷、仏源が相次いで住職した。1943年、弘暢らは「中国仏教湖南省分会益陽県支会」を設立し、寺院の中で「益陽仏教講習所」を創立しました。
1949年、中華人民共和国が成立し、熹谷、仏源が寺院の僧侶を率いて工場を開設しました。1958年工場は益陽市人民織布工場に合併されました。1966年、毛沢東が文化大革命を発動し、寺院の宗教活動は中止に追い込まれた。大橋の建立で寺が取り壊された。中国共産党第11期中央委員会第3回全体会議後、中国共産党は宗教信仰の自由政策を実施し、僧侶が続々と戻ってきた。1984年に益陽市仏教協会が設立され、釈観照が会長を務めた。益陽市人民政府は塔林山を選んで僧侶に白鹿寺を建立し、益陽市人民政府は仏源を招いて主宰します。1990年秋に、大雄宝殿が完成し、仏像が開光しました。中国仏教協会の趙樸初会長が寺名を書きました。白鹿寺は正式に対外開放されました。1998年、薬師殿、斎堂、僧舎を増築した。1999年旧暦9月30日、薬師殿仏像の開眼式が行われた。その後、仏源は600万元の人民元を募集し、殿堂を建て、2003年に竣工しました。

## 伽藍
山門、大雄宝殿、玉仏堂、薬師殿、観音殿、祖師殿、南岳殿、功徳殿、蔵経殿、鐘楼、鼓楼、念仏堂、客堂、斎堂、方丈楼、禅室、寮房、流通処、回廊。

## 文化
明の羅允衡の詩に云く：
| 「 | 山暝日西沈、蒲牢吼梵音。隔江人誤聴、疑是老龍吟。 | 」 |

## ギャラリー
- 大雄宝殿。
- 薬師殿。
- 舎利塔。